# Shemarya ben Elhanan
Shemarya ben Elhanan (hébreu : שמריה בן אלחנן) est un rabbin du Xe siècle, devenu l'un des principaux talmudistes de son temps. Il dirigea l'académie talmudique du Caire, faisant de ce centre l'un des pôles de savoir du monde juif, relativement indépendant des académies talmudiques de Babylonie.

## Éléments biographiques
Sa vie n'est connue que par ce qu'en rapporte Abraham ibn Dawd dans son Sefer HaQabbala : Shemarya serait, avec Houshiel ben Elhanan, Moshe ben Hanokh et un autre dont le nom n'est pas mentionné, l'un des quatre étudiants partis de Bari vers Sébaste afin de lever des fonds pour l'académie talmudique de Soura, sur le déclin. 
Cependant, ils sont capturés par un pirate hispano-maure, l'amiral Ibn Roumahis (ou Ibn Demahin), qui connaît la valeur de ses prisonniers et l'importance des sommes que les communautés juives sont prêtes à débourser pour rédimer l'un des leurs tombés en esclavage. 
Shemarya est vendu comme esclave à Alexandrie, et racheté par la communauté juive locale. Il s'installe alors au Caire, et ouvre une école florissante, abondamment consultée dans le monde juif.
Ce récit est accepté comme une vérité historique, jusqu'à ce que Solomon Schechter publie une lettre autographe de Houshiel, découverte parmi les documents de la Guéniza du Caire, précisément adressée à Shemarya ben Elhanan, grand rabbin du Caire, censé avoir été capturé en même temps que Houshiel. Le contenu du document tend à suggérer que Houshiel était simplement parti rendre visite à des amis en pays musulmans, et qu'il a été retenu par la communauté de Kairouan. Cette missive a servi de base aux savants de la Wissenschaft des Judentums et des mouvements qui la prolongent, pour affirmer que le récit d’Abraham ibn Dawd ne serait qu'un mythe étiologique, visant à expliquer le déplacement des centres d'études du Talmud de la Babylonie vers l'Afrique du Nord et l'Espagne. Cette conclusion est en revanche contestée par des historiens plus proches du judaïsme orthodoxe, comme Isaac Halévy.
Quant au lieu de naissance des quatre savants, l'opinion générale était d'en faire, et Shemarya en particulier, des natifs de Babylonie, I. H. Weiss étant toutefois d'avis qu'ils venaient d'Italie. David Kaufmann pense qu'ils venaient de Poumbedita. Cette opinion semble confirmée, en ce qui concerne Shemarya ben Elhanan, par un fragment de responsum publié par Neubauer ; apparemment adressé par Sherira Gaon à Jacob ben Nissim de Kairouan, l'auteur y mentionne Shemarya, dont il écrit qu'il était le directeur de l'académie de Nehardea et une haute autorité dans les matières rabbiniques.

## Œuvre
On ne connaît pas de livre rédigé par Shemarya. 
Son œuvre a probablement consisté en responsa, Shemarya étant une autorité très consultée par des rabbins de pays parfois fort distants. Outre la lettre de Houshiel ben Elhanan déjà mentionnée, Schechter a publié une autre lettre adressée à Shemarya par un rabbin inconnu.